# Spoorlijn Lahr - Lahr Stadt
De spoorlijn Lahr - Lahr Stadt is een Duitse spoorlijn als lijn 4264 onder beheer van DB Netze.

## Geschiedenis
Het traject werd door particuliere Lahrer Eisenbahngesellschaft op 6 november 1865 geopend.

## Treindiensten

### Deutsche Bahn
De Deutsche Bahn verzorgde tussen 31 mei 1959 en 31 oktober 1995 het personenvervoer op dit traject RB-treinen.

## Aansluitingen
In de volgende plaatsen is of was er een aansluiting van de volgende spoorlijnen:

### Lahr
- Rheintalbahn, spoorlijn tussen Mannheim en Basel